# Tobias Müller (Fußballspieler, 1993)
Tobias Müller (* 31. Mai 1993 in Ebersbach/Sa.) ist ein deutscher Fußballspieler, der seit der Saison 2018/19 beim Chemnitzer FC unter Vertrag steht.

## Karriere
Tobias Müller ist in Ebersbach/Sa. geboren, aber in Königshain aufgewachsen. Sein erster Verein war Gelb-Weiß Görlitz, bei dem er bis zur D-Jugend spielte.  Zur C-Jugend wechselt er zum SC Borea Dresden, ehe er als 17-Jähriger im Sommer 2010 zum Stadtrivalen Dynamo Dresden wechselte. Dort avancierte er zum Leistungsträger der U-19-Mannschaft, die er in Spielzeit 2011/12 als Mannschaftskapitän auf den fünften Tabellenplatz in der NOFV-A-Junioren-Regionalliga führte. Zum Beginn der Saison 2012/13 wurde Müller, mit einem Dreijahresvertrag ausgestattet, in den erweiterten Kader der ersten Mannschaft von Dynamo Dresden übernommen. Nach zwölf Einsätzen für die zweite Mannschaft in der NOFV-Oberliga, in denen er fünf Treffer erzielen konnte, absolvierte Müller am 1. Februar 2013 (20. Spieltag) sein Profidebüt in der 2. Bundesliga, als er beim 0:0-Unentschieden im Heimspiel gegen den MSV Duisburg in der Startelf stand und in der 70. Spielminute für Pavel Fořt ausgewechselt wurde.
Im Sommer 2015 wechselte er zum Halleschen FC. Zwei Jahre später folgte dann sein Wechsel in die Regionalliga West zu Viktoria Köln. In der Sommerpause 2018 wechselte Müller zum Chemnitzer FC, Absteiger aus der 3. Liga in die Regionalliga Nordost.

## Erfolge
- Sachsen-Anhalt-Pokal-Sieger: 2015/16
- Mittelrheinpokal-Sieger: 2017/18
- Sachsenpokal-Sieger: 2018/19, 2019/20, 2021/22

## Privat
2013 hat Müller sein Abitur am Sportgymnasium Dresden abgeschlossen.